# Nationaal park Finke Gorge
Het Nationaal park Finke Gorge (Engels: Finke Gorge National Park) is een nationaal park in het Noordelijk Territorium van Australië en ligt 1318 kilometer ten zuiden van Darwin.